# Ginnan

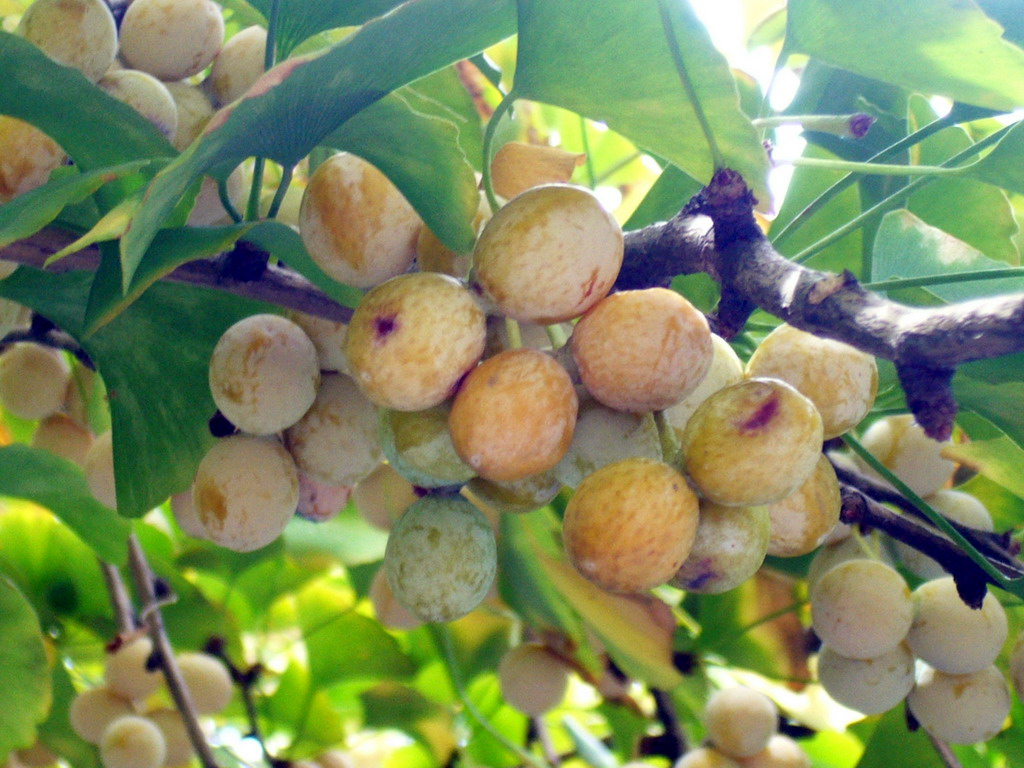
Rijpe ginnanvruchten

Ginnan, ook wel ginkgonoten genoemd, zijn de vruchten van de vrouwelijke Japanse notenboom (Ginkgo biloba). Deze boom draagt na 20 jaar vrucht. Ginnan is plukrijp in de herfst en wordt gebruikt vanwege zijn medicinale en culinaire eigenschappen en ter versiering.
In een gedicht uit de 11e eeuw schreef de Chinees OuYang Xiu dat de noten worden beschouwd als parels die men geeft aan een dierbare gast. De zaden geeft men nog steeds en worden geroosterd en gegeten bij huwelijken en andere feesten als delicatesse. Ze worden gebruikt als spijsverteringsbevorderend middel, om een kater te bestrijden en van ziekten te herstellen.

## Van vrucht tot noot
Engelbert Kaempfer beschrijft in 1712 hoe de noot groeit en rijpt: In de late lente verschijnen tamelijk lange, hangende katjes vol stuifmeel aan de takken in de kroon. Aan een vlezige, sterke steel, die een duim lang is en ontstaat uit dezelfde 'cluster' als de bladsteel, hangt de vrucht. De Ginnan is geheel of langwerpig rond, met de vorm en afmeting van een Damascener pruim en een oneffen, met de tijd geel wordend oppervlak. Het vruchtvlees is vlezig, sappig, wit en tamelijk hard en zit stevig vast aan de noot die het omsluit, zodat deze er niet gemakkelijk uit kan. Men laat het vruchtvlees losweken in water zodat de noot eruit kan worden geperst, zoals men dat ook doet bij de Areca catechu (Betelnoot).

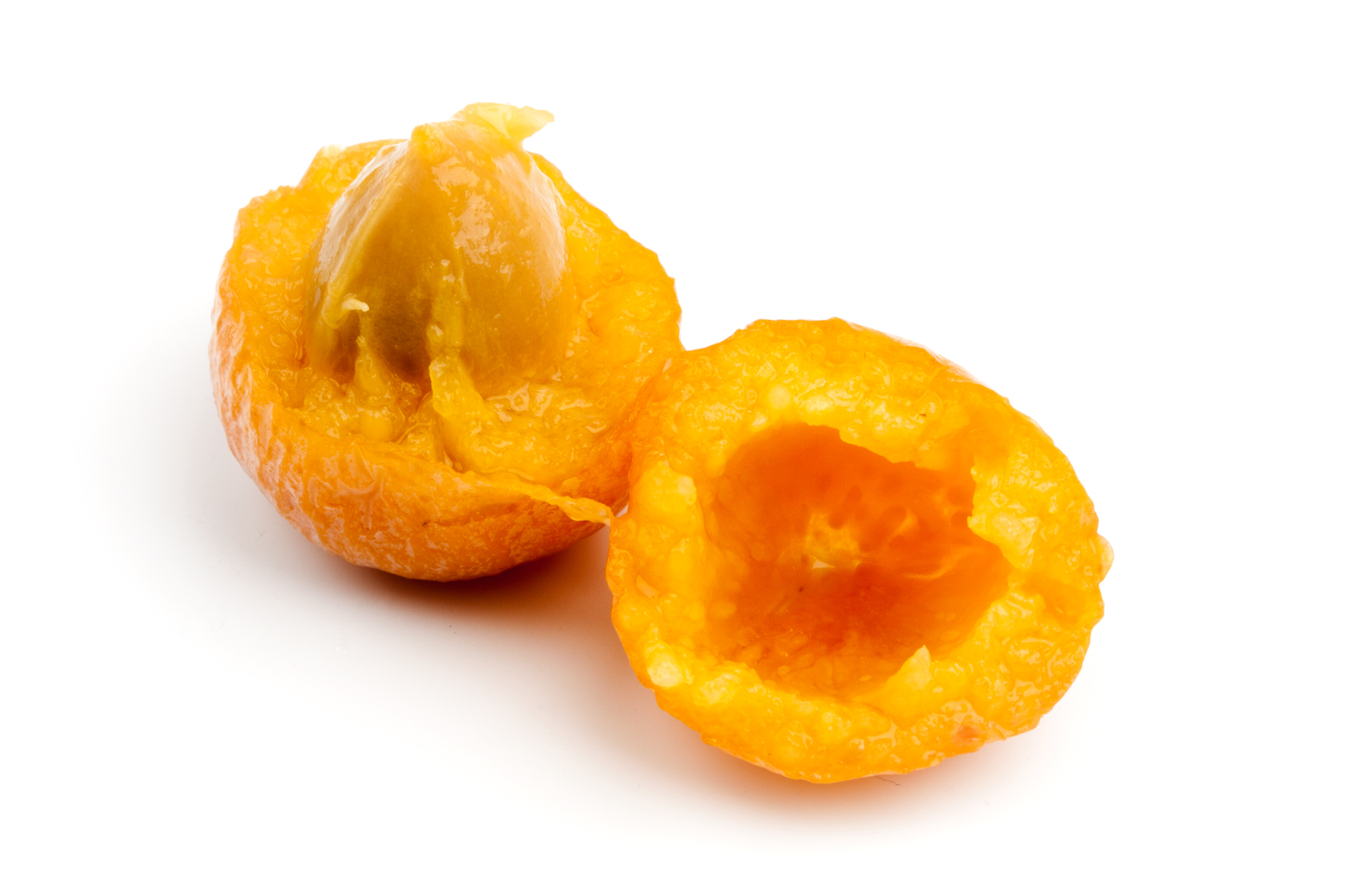
De opengesneden Ginnanvrucht

De noot zelf heet Ginnaù (drukfout: Ginnan) en lijkt op een pistachenoot (in het bijzonder die welke de Perzen “Bergjès Pistài” noemen), maar is bijna twee keer zo groot. Zij ziet eruit als een abrikozenpit en bezit een dun, broos, witachtig gekleurd houtig omhulsel. Daarin ligt los een witte, ongedeelde kern, die de zoete smaak van amandelen mengt met een bittere smaak en tamelijk hard is.”
De zaden bevatten o.a. ginkgolic acids en ginnol (die bepaalde bacteriën en schimmelziekten bestrijden). Al duizenden jaren beschouwt men ze in de Chinese traditionele geneeskunst als middel voor het hart, de longen, astma, bronchitis, hoesten, blaas-en nierproblemen, spijsvertering, herstellend vermogen van gehoorverlies en andere kwalen. De buitenkant (zaadhuid) van de zaden bevat een olie en ook een kleine hoeveelheid urushiol die een contactallergie kan vooroorzaken bij daarvoor gevoelige mensen.

## Van noot tot boom
De Ginnan is de vrucht van een vrouwelijke Japanse notenboom en het zaadje waarmee de boom zich voortplant. Het voortplantingsproces van de Japanse notenboom is onder andere de reden dat deze unieke boom een op zichzelf staand soort is en niet tot een bepaalde bomenfamilie behoort.
De voortplanting is bijzonder omdat de Ginnan bevrucht dienen te worden. En wel door pollen van een mannelijke Japanse notenboom. Het pollen waait in de herfst op de wind naar de Ginnanzaadknopjes (ovula).
Na de bevruchting vallen blad en vrucht van de boom. De bevruchte Ginnan zien er eerst groen uit, later groengeel, dan oranje en bruin. Hieruit groeit een nieuwe Japanse notenboom. Na 20 jaar zal de boom gaan bloeien.
Er staan verschillende Japanse notenboom in Nederlandse straten, bijvoorbeeld in de Sophia van Wurtemberglaan in Eindhoven (vrouwelijke boom) en op meerdere plaatsen in Amsterdam zoals de Cliostraat (17 bomen uit 1930), de Vespuccistraat en in de Manenburgstraat in Amsteldorp (vrouwelijke boom), Plataanstraat Breda (vrouwelijke bomen).

## Smaak van de Ginnan
Ginnan is twee keer zo groot als een pistachenoot of een abrikozenpit. Als ze net rijp zijn, heeft de noot een rijke nootsmaak. De smaak wordt vergeleken met die van kastanjes, amandelen, maïs of aardappelen. En de noten bevatten weinig vet.

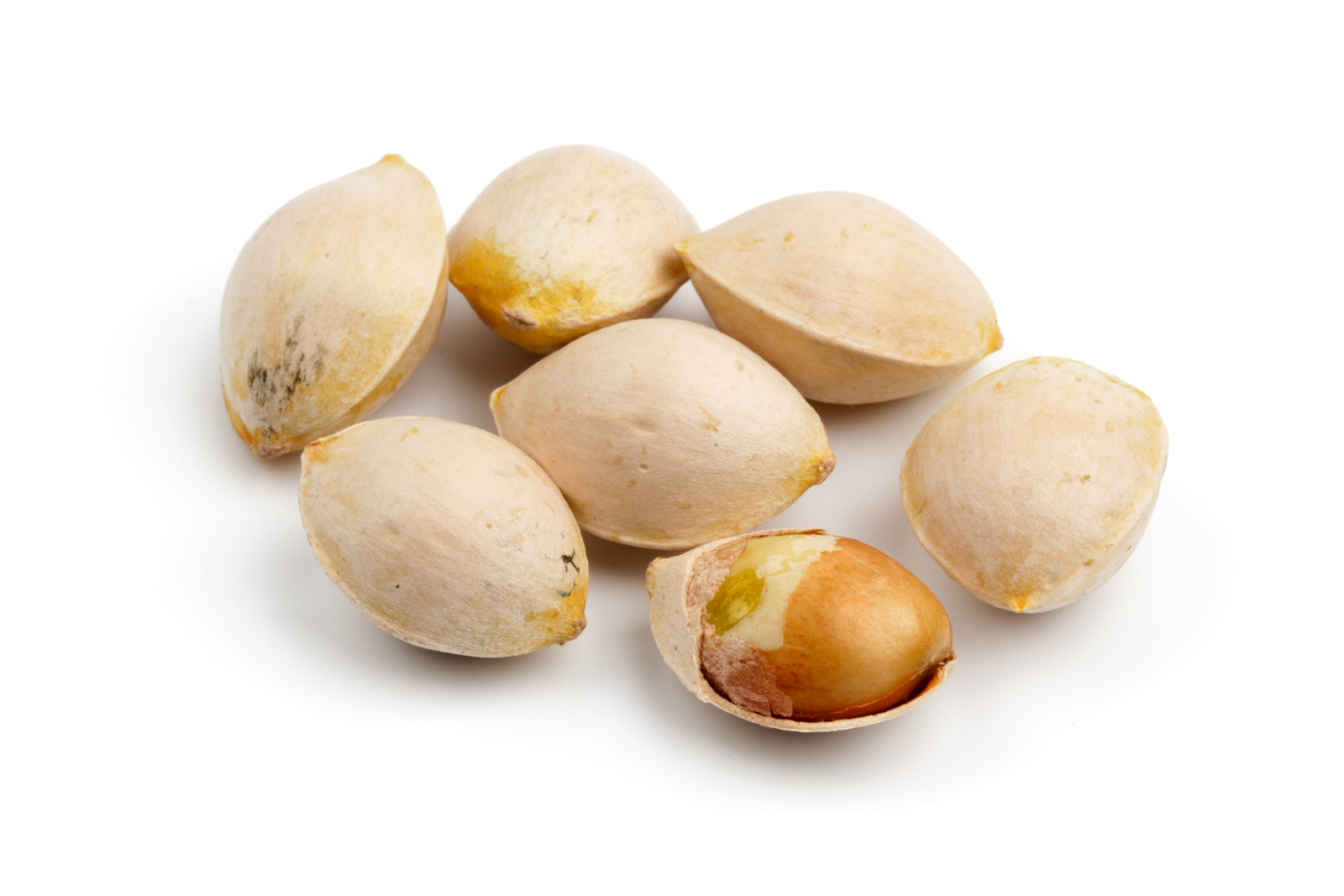
De harde schil van de Ginnan moet worden gepeld, zodat de eetbare noot overblijft

## Het Gebruik van Ginnan
Ginnan wordt op verschillende manieren gebruikt, maar het bekendst is de noot voor het gebruik in de Japanse keuken. Ze kunnen gekraakt worden en als geroosterde borrelnootjes gegeten of verwerkt in pappen, soepen en groentegerechten met rijst of tofu. Het eetbare zaad, de kern, kan, vooral bij kinderen met vitamine B6-gebrek als ze vaak worden gegeten of in grote hoeveelheden, voedselvergiftigingsverschijnselen geven door MPN (4-methoxypyridoxine).

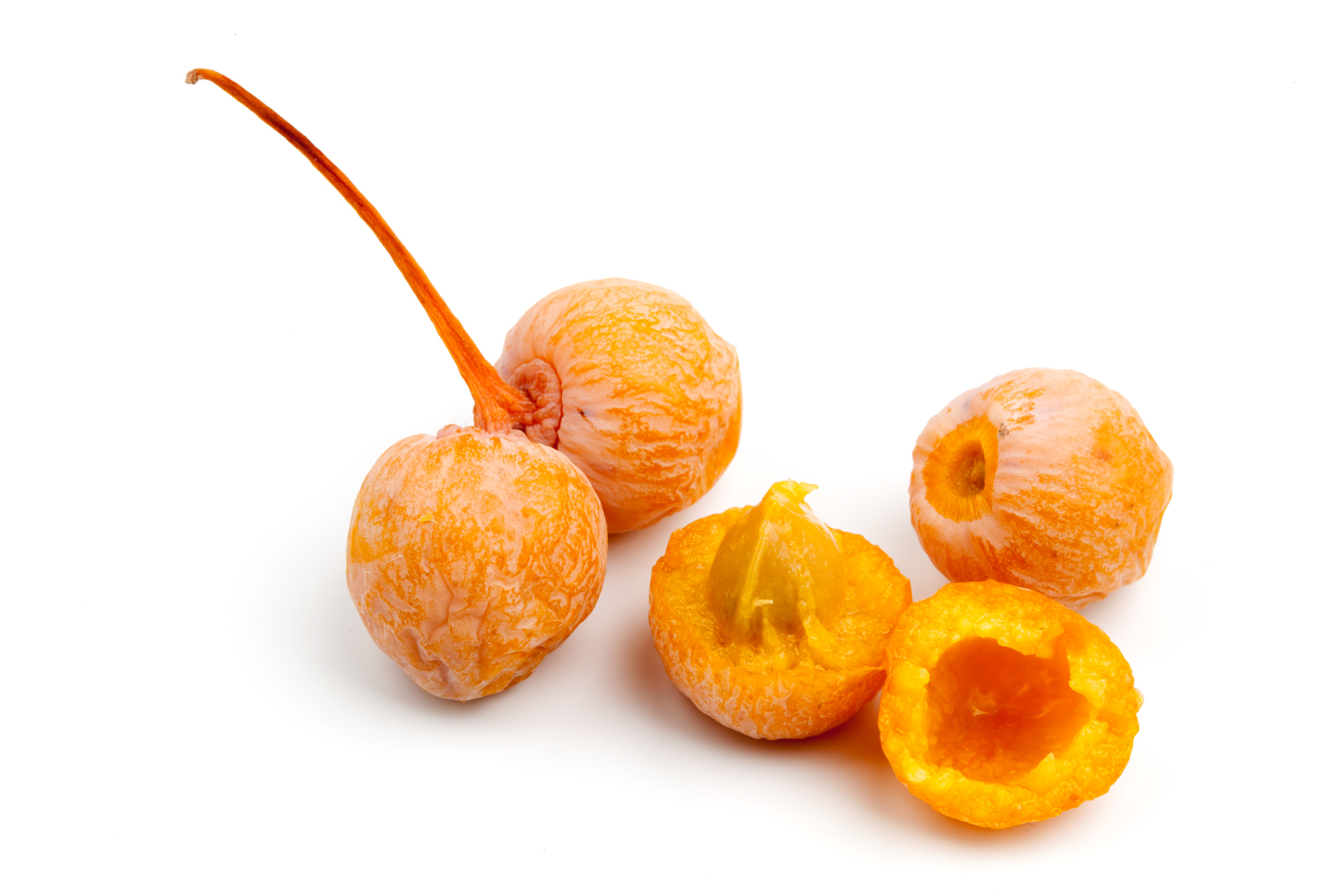
Rijpe Ginnan

TraditieDe noten worden in China ter ere van bruiloften geverfd en aan elkaar geregen tot een slinger ter versiering. Tijdens de feestelijkheden worden ze gekraakt en opgegeten.
Culinair gebruikKaempfer vermeldt in zijn boek uit 1712, dat de Ginnan vooral na de hoofdmaaltijd worden genuttigd: “Men zegt dat de kernen, na het eten genuttigd, de spijsvertering bevorderen en het opgeblazen gevoel in de buik verminderen, daarom ontbreken ze nooit bij het dessert van een overvloedige maaltijd. Nadat men hun bittere smaak door koken of roosteren heeft weggenomen wordt ze ook als ingrediënt in verscheidene gerechten gebruikt.”
DelicatesseIn Japan en China worden de Ginnan als delicatesse gezien. Ginnan wordt in Japan in verschillende gerechten gebruikt, zoals Chawan Mushi en Dobin Mushi. Geroosterde en gezouten Ginnan op een prikker is een populair Izakaya-snack. Geroosterde Ginnan worden in Japan met name tijdens festivals gemaakt. Ze worden in stalen pannen boven een houtskoolvuur geroosterd (de pan wordt hierbij voortdurend geschud), waarna ze in zakken worden geserveerd. In China wordt de noot gebruikt als ontbijt, lokaal bekend als Congee. Tijdens het Chinese nieuwjaar worden ze geserveerd als onderdeel van het gerecht Buddha's Delight.